# Mohamed Rizgalla
Mohamed Rizgalla (arabisch محمد رزق الله; * 8. Oktober 1942 in Kaduqli, Dschanub Kurdufan) ist ein ehemaliger sudanesischer Boxer.
Er trat bei den Olympischen Sommerspielen 1960 in Rom an. Im Halbweltergewichtsturnier unterlag er in seinem Erstrundenkampf Sayed El-Nahas.